# Haji Too
Haji Too (persiska: حاجّيتو, حاجيتو, Ḩājjī Tū, حاجی تو) är en ort i Iran.   Den ligger i provinsen Hamadan, i den nordvästra delen av landet, 300 km väster om huvudstaden Teheran. Haji Too ligger 1 813 meter över havet och antalet invånare är 523.
Terrängen runt Haji Too är kuperad.Runt Haji Too är det ganska tätbefolkat, med 86 invånare per kvadratkilometer. Närmaste större samhälle är Tūyserkān, 13,5 km nordost om Haji Too. Trakten runt Haji Too består i huvudsak av gräsmarker.